# 芦田镇
芦田镇，是中华人民共和国福建省泉州市安溪县下辖的一个乡镇级行政单位。

## 行政区划
芦田镇下辖以下地区：
芦田村、鸿都村、招坑村、内地村、红村、朝阳村、三洋村、云山村、石盘村、福岭村和芦田茶场。